# Naprostí cizinci
Naprostí cizinci (v italském originále Perfetti sconosciuti) je italské komediální drama z roku 2016 režiséra Paola Genovese. Film byl úspěšný jak u diváků, tak i u kritiků, získal mimo jiné cenu Donatellův David v kategorii nejlepší film a v Itálii vydělal více než 16 milionů eur.
Mnoho zahraničních režisérů nakoupilo práva k filmu a vytvořilo remake filmu, vznikla tak například španělská (Perfectos desconocidos), francouzská (Nemáme co skrývat), německá (Téměř dokonalá tajemství), jihokorejská (Wanbyeokhan tain), turecká (Cebimdeki Yabancı) nebo česká a slovenská verze (Známí neznámí).
Dne 15. července 2019 byl film zařazen do Guinnessovy knihy rekordů jako film s největším počtem remaků, toho času s 18 různými verzemi filmu.
V roce 2020 vznikla česká divadelní adaptace filmu, kterou vytvořil a režíroval Matěj Balcar. Dramatizace byla uvedena v Divadle Na Jezerce a hlavní role ztvárnili Barbora Kodetová, Ondřej Kavan, Patricie Pagáčová, Radomír Švec, Petr Vacek, Kristýna Hrušínská, Milan Šteindler, Jan Řezníček a Johana Jedličková.

## Obsah filmu
Sedm velmi dobrých přátel (tři sezdané páry a jeden rozvedený muž) se sejdou na společné večeři. Rozhodnou se zahrát si zábavnou hru, která spočívá v tom, že všichni vyndají na stůl svůj mobilní telefon a přede všemi přijmou jakýkoliv hovor či zprávu, která jim v ten večer přijde, aby ukázali, že před sebou nemají co skrývat. Radost i napětí se mísí když se odhalují všechna tajemství a přátelé zjišťují, že jsou mezi sebou navzájem naprostými cizinci.

## Obsazení
| Giuseppe Battiston  | Peppe    |
| Anna Foglietta      | Carlotta |
| Marco Giallini      | Rocco    |
| Edoardo Leo         | Cosimo   |
| Valerio Mastandrea  | Lele     |
| Alba Rohrwacher     | Bianca   |
| Kasia Smutniak      | Eva      |
| Benedetta Porcaroli | Sofia    |

## Remaky
- Dne 15. prosince 2016 měl premiéru řecký remake s názvem Teleioi xenoi (Τέλειοι Ξένοι), režiséra Thodorise Atheridise.
- V roce 2017 vznikl španělský remake s názvem Perfectos desconocidos, režiséra Álexe de la Iglesia. V hlavních rolích se objevili Belén Rueda, Eduard Fernández, Ernesto Alterio, Juana Acosta, Eduardo Noriega, Dafne Fernández a Pepón Nieto.
- Dne 2. února 2018 měla premiéra turecká verze, s názvem Cebimdeki Yabancı, režisérky Serry Yılmazové.
- V roce 2018 měla premiéru francouzská verze, s názvem Nemáme co skrývat (v orig. Le Jeu), v režii Freda Cavayého. Hlavní role ztvárnili Bérénice Bejo, Roschdy Zem, Doria Tillier, Suzanne Clément, Vincent Elbaz, Grégory Gadebois a Stéphane De Groodt.
- V roce 2018 vznikl neoficiální indický remake filmu, s názvem Loudspeaker, v kannadštině.
- Dne 31. října 2018 byl do kin nasazen jihokorejský remake, pod názvem Wanbyeokhan tain, režiséra Jae-gyu Leeho.
- Dne 6. prosince 2018 vyšla maďarská verze filmu BÚÉK, režisérky Krisztiny Gody. Hlavní protagonisty ztvárnili Viktória Szávai, Béla Mészáros, Éva Bata, Gábor Hevér, Tamás Lengyel, Ferenc Elek a Franciska Töröcsik.
- Dne 25. prosince 2018 měl premiéru mexický remake Perfectos desconocidos, režiséra Manoa Cara (tvůrce seriálu Květinový dům). V hlavních rolích se objevili Bruno Bichir, Mariana Treviño, Cecilia Suárez, Manuel Garcia-Rulfo, Ana Claudia Talancón a Miguel Rodarte.
- Dne 18. prosince 2018 měl ve Spojeném království premiéru čínský remake filmu Kill Mobile (来电狂响).
- Na Valentýna roku 2019 měla premiéru ruská verze, s názvem Gromkaja svjaz (Громкая связь), režiséra Alexeje Nužnyje. Hlavní role ztvárnili Leonid Barac, Irina Gorbačovová, Rostislav Chait, Kamil Larin, Marija Mironovová a Anastasija Ukolovová.
- V září 2019 měla premiéru polská verze filmu, s názvem (Nie)znajomi, režiséra Tadeusze Śliwy. Hlavní role hráli Michał Żurawski, Tomasz Kot, Maja Ostaszewska, Kasia Smutniak, Aleksandra Domańska, Łukasz Simlat a Wojciech Żołądkowicz.
- Dne 31. října 2019 byla vydána německá verze, s názvem Téměř dokonalá tajemství (v orig. Das perfekte Geheimnis). Film režíroval Bora Dagtekin a hlavní role ztvárnili Florian David Fitz, Karoline Herfurth, Elyas M’Barek, Jella Haase, Levi Eisenblätter, Frederick Lau a Jessica Schwarz.
- V roce 2019 měl premiéru arménský remake, s názvem Անհայտ բաժանորդ.
- Dne 23. října 2020 měl premiéru vietnamský remake Tiệc trăng máu.
- Dne 8. ledna 2021 měl premiéru japonský remake Otona no Jijō: Sumaho o Nozoitara (おとなの事情 スマホをのぞいたら).
- Rumunský remake, s názvem Complet necunoscuți, měl premiéru 24. července 2021. Film režíroval Octavian Strunila a v hlavních rolích se objevili Gabriel Rauta, Andreea Gramosteanu, Anca Dumitra, Ada Gales, Leonid Doni, Alexandru Conovaru, Adrian Stefan a Catia Maria Tanase.
- V roce 2021 měla premiéru česká a slovenská verze, s názvem Známí neznámí. Ve filmu režisérky Zuzany Mariankové a scenáristy Petra Jarchovského se v hlavních rolích objevili Klára Issová, Martin Hofmann, Táňa Pauhofová, Tomáš Měcháček, Petra Polnišová, Tomáš Maštalír, Anna Kadeřávková a Sväťo Malachovský.[3] Film měl premiéru na Slovensku 5. srpna 2021, česká premiéra je naplánována na 16. prosince 2021.
- Izraelský remake filmu, Zarim Mushlamim (זרים מושלמים), který režíroval Lior Ashkenazi, se natáčel v roce 2020 a jeho premiéra proběhla v listopadu 2021.
- Nizozemský remake, s názvem Alles op tafel, který režíroval Will Koopman, měl premiéru 4. listopadu 2021.
- Remake Nejdražší přátelé (أصحاب… ولا أعزّ‎, As'hab… wa'la a'az) v arabštině, v koprodukci Egypta, Spojených arabských emirátů a Libanonu měl premiéru 20. ledna 2022.
- Norský remake Full Dekning měl premiéru 25. února 2022.